# Klimov TV7-117
Le Klimov TV7-117 (en russe : « Климов ТВ7-117 ») est un turbopropulseur d'origine russe certifié en 1997 pour équiper l'avion de transport régional Iliouchine Il-114. Conçu au début des années 1990 par le constructeur motoriste Klimov, ce moteur moderne dispose d'une meilleure fiabilité, d'une plus faible consommation de carburant, et d'une durée de vie plus importante, comparée à celle de ses prédécesseurs d'origine soviétique.

## Caractéristiques
Le moteur est de conception monocorps, avec un seul corps de compresseur contenant à la fois les 5 étages de compresseur axiaux et l'étage centrifuge. La turbine est divisée en deux parties, l'une pour la régénération, l'autre pour la prise de mouvement, chacune disposant de deux étages axiaux refroidis par air. Le compresseur et la chambre de combustion à flux inversé sont à haut rendement. Il est constitué de neuf modules facilement remplaçables sur le terrain, ce qui diminue de façon importante les coûts et accélère les opérations de réparation et maintenance. Le système qui contrôle le fonctionnement du moteur est de type électro-hydraulique, une caractéristique un peu surprenante, si l'on tient compte que les moteurs concurrents et même russes sont quasiment tous passés aux systèmes numériques à double redondance de type FADEC. L'avant du moteur est doté d'une boîte à engrenages coaxiaux distribuant le couple à l'hélice ou ) l'arbre de transmission de l'appareil ainsi équipé.
La durée de service du moteur est fixée à 3 000 heures, et l'intervalle entre opérations de maintenance majeures a été fixé à 1 500 heures. Dans la pratique, le moteur tient allègrement les 20 000 heures de service, et les maintenances majeures se font environ toutes les 6 000 heures.
Le TV7-117S a été proposé pour équiper les plus récents avions à turbopropulseurs de la Russie, comme les Iliouchine Il-112 (en) et Iliouchine Il-114. De plus, Klimov en a dérivé une version turbomoteur TV7-117V pour propulser des aéronefs à voilure tournante, tels que le Mi-38, mais également pour des applications marines (bateaux de course) et de production d'énergie.
La famille des TV7-117 est produite par Klimov JSC, à Saint-Petersbourg, Chernychev, à Moscou, et Baranov, à Omsk.

## Versions
- TV7-117S : (en russe : « ТВ7-117C ») Version proposée pour l'avion de transport Il-114[1] ;
- TV7-117SD : (en russe : « ТВ7-117CД ») Version proposée pour l'avion de transport Antonov An-140[1] ;
- TV7-117SM : (en russe : « ТВ7-117CM ») Version conçue pour les avions (en russe : « Самолет ») de ligne civils (M), présentée par Klimov en 2002. Ce moteur est équipé d'un système FADEC basé sur les unités de contrôles électroniques BARK-12 et BARK-57. Il dispose d'une plus longue durée de vie et est également plus fiable que ses prédécesseurs. La roue de compresseur centrifuge est enfermée dans un carénage spécial, qui augmente la performance du moteur de 10 %[2] sans modifier les autres paramètres. Un brevet a d'ailleurs été déposé par klimov à ce sujet. Ce moteur est utilisé sur l'Il-114, et devrait aussi être utilisé sur l'Il-112 ;
- TV7-117ST : (en russe : « ТВ7-117CT ») Version identique mais pour les avions de transport militaires (« T» pour « Transport », en russe : « Tранспорт ») ;
- TV7-117SV : (en russe : « ТВ7-117CВ ») Version proposée pour l'avion de transport MiG-110[1] ;
- TV7-117V/VM : (en russe : « ТВ7-117В/ВM ») Version pour hélicoptères (V pour « Hélicoptère », en russe : « Вертолет »)[2],[3]. Un modèle avec l'arbre de transmission en position avant a été conçu pour le nouveau Mi-38 (famille VK-3000) ;
- TV7-117VK : (en russe : « ТВ7-117ВК ») Version pour les hélicoptères Kamov (K), avec l'abre de puissance en position arrière. Il est proposé pour améliorer les Mil Mi-28 et Ka-50/52 (famille VK-3000).

## Applications
- Iliouchine Il-112 (en)
- Iliouchine Il-114
- Euromil Mi-38[3]
- Antonov An-140
- Mikoyan-Gourevitch MiG-110
- Mil Mi-28
- Kamov Ka-50
- Kamov Ka-52